# Murray Kinnell
Murray Kinnell (* 24. Juli 1889 in London, England; † 11. August 1954 in Santa Barbara, Kalifornien) war ein britischer Schauspieler.

## Leben
Als junger Mann wanderte Kinnell von Großbritannien in die Vereinigten Staaten aus. Zwischen 1914 und 1930 spielte er in sechs Produktionen am Broadway, ehe er eine Filmkarriere in Hollywood einschlug. 1930 gab er sein Filmdebüt in Old English unter der Regie von Alfred E. Green. Kinnell verkörperte häufig respektable britische Gentlemans und war unter anderem in würdevoll erscheinenden Rollen als Richter, Arzt und Offizier auf der Leinwand zu sehen. Gelegentlich spielte er jedoch auch Gangster und andere zwielichtige Gestalten, so etwa in seiner heute vielleicht bekanntesten Rolle: Im Filmklassiker Der öffentliche Feind spielte er den schmierigen Kleinkriminellen Putty Nose, der Kinder zu Diebstählen verleitet und schließlich einem ehemaligen seiner Schützlinge, gespielt von James Cagney, regelrecht hingerichtet wird. Bekannt wurde Kinnell auch als Nebendarsteller an mehreren Streifen der Charlie-Chan-Filmreihe.
Murray Kinnell spielte auch häufig in den Filmen seines Freundes, des Theaterstars George Arliss. Nachdem Kinnell zusammen mit Bette Davis im Film The Menance (1932) gespielt hatte, empfahl er sie seinem Freund Arliss für dessen nächsten Film The Man Who Played God, der für Davis zum Durchbruch werden sollte. Somit hatte Kinnell eine wichtige Rolle in der Entwicklung von Bette Davis’ Karriere gespielt. Kinnell war im Hollywood der 1930er-Jahre ein erfolgreicher Charakterdarsteller, der im kurzen Zeitraum von sechs Jahren in über 70 Filmproduktionen zu sehen war. 1937 beendete Kinnell seine Filmkarriere, um anschließend als Manager bei der Schauspielgewerkschaft Screen Actors Guild zu arbeiten. 1952 ging er bei der Screen Actors Guild in den Ruhestand, zwei Jahre später starb er im Alter von 65 Jahren in Santa Barbara.

## Filmografie (Auswahl)
- 1931: The Secret Six
- 1931: Der öffentliche Feind (The Public Enemy)
- 1931: Charlie Chan – Der Tod ist ein schwarzes Kamel (The Black Camel)
- 1932: The Menace
- 1932: The Man Who Played God
- 1932: Freaks
- 1932: Menschen im Hotel (Grand Hotel)
- 1932: Einsame Herzen (The Purchase Price)
- 1932: Rasputin: Der Dämon Rußlands (Rasputin and the Empress)
- 1932: Rettender Ruin (A Successful Calamity)
- 1933: Ann Vickers
- 1933: Zoo in Budapest
- 1933: Voltaire
- 1933: I Loved a Woman
- 1933: Ich bin Susanne (I Am Suzanne!)
- 1934: Charlie Chan's Courage
- 1934: Charlie Chan in London (Charlie Chan in London)
- 1934: The Silver Streak
- 1934: Anne of Green Gables
- 1934: Die Rothschilds (The House of Rothschilds)
- 1935: Charlie Chan in Paris
- 1935: Unter Piratenflagge (Captain Blood)
- 1935: Cardinal Richelieu
- 1935: Spione küßt man nicht (Rendezvous)
- 1935: Der Untergang von Pompeji (The Last Days of Pompeii)
- 1936: Maria von Schottland (Mary of Scotland)
- 1936: Signale nach London (Lloyd’s of London)
- 1937: Geächtet (Outcast)
- 1937: Der Prinz und der Bettelknabe (The Prince and the Pauper)
- 1937: Manuel (Captains Courageous)
- 1937: Mr. Moto und die Schmugglerbande (Think Fast, Mr. Moto)